# Сариадир (Цілиноградський район)
Сариади́р (каз. Сарыадыр) — село у складі Цілиноградського району Акмолинської області Казахстану. Входить до складу сільського округу Кабанбай-батира.
Населення — 49 осіб (2021; 75 у 2009, 136 у 1999, 184 у 1989).
Національний склад станом на 1989 рік:
- казахи — 51 %.